# Kutusaaret (ö i Södra Österbotten, Kuusiokunnat, lat 62,70, long 23,25)
Kutusaaret är en ö i Finland. Den ligger i sjön Kuorasjärvi och i kommunen Alavo i den ekonomiska regionen  Kuusiokunnat  och landskapet Södra Österbotten, i den sydvästra delen av landet, 290 km norr om huvudstaden Helsingfors. Öns area är 0,6 hektar och dess största längd är 160 meter i nord-sydlig riktning.  Notera att namnet antyder att det är fråga om flera öar.